# 유영훈
유영훈(劉永勳, 1955년 4월 30일 ~ )은 대한민국의 정치인이다. 제36·37·38대 충청북도 진천군수를 역임했다. 2015년 8월 27일 상대 후보에 대한 허위사실 유포혐의에 대한 판결에서 당선무효형이 확정되며, 충청북도에서 처음으로 당선이 무효되었다.

## 학력
- 초평초등학교 졸업
- 진천중학교 졸업

## 경력
- 1991 ~ 1995  제4대 충청북도의회 의원
- 1995.07 ~ 1998.06  제5대 충청북도의회 의원
- 2006.07 ~ 2010.06  제36대 충청북도 진천군수
- 2010.07 ~ 2014.06  제37대 충청북도 진천군수
- 2014.07 ~ 2015.08  제38대 충청북도 진천군수

## 역대 선거 결과
|  | 39.1% |

|  | 45.06% |

|  | 21.81% |

|  | 33.33% |

|  | 47.67% |

|  | 53.64% |

|  | 42.79% |